# Conseil national de la transition (Mali)
Pour les autres articles nationaux ou selon les autres juridictions, voir Conseil national de transition.
Assemblée nationale
Le Conseil national de transition constitue l'organe législatif du Mali en remplacement de  l'Assemblée nationale au cours de la période de transition mise en place par le Comité national pour le salut du peuple, à la suite du coup d’État de 2020. Il est présidé par Malick Diaw.

## Membres

### Composition initiale
Les membres du Conseil national de transition sont annoncés le 3 décembre 2020 au journal télévisé de l'ORTM. La liste est la suivante:
1. Abdallahi Mouhamedoun Alansari
2. Zalcha Abdoulaye
3. Attay Ag Abdallah
4. Moussa Ag Acharatoumane
5. Alhassane Ag Ahmed Moussa
6. Mohamed Ag Ali Matta Hel
7. Badjan Ag Hamatou
8. Assarid Ag Imbarcaouane
9. Mohamed Ag Intalla
10. Abdoul Madjid Ag Mohamed Ansary dit Nasser
11. Mohamed Ousmane Ag Mohamedoune
12. Akli Iknan Ag Souleymane
13. Amadou Aly
14. Diadje Ba
15. Seydou Badini
16. Hadji Barry
17. Haley Cisse
18. M'Bouyé Cissé
19. Nana Aïcha Cissé
20. Alassane Amadou Cissé
21. Boubacar Amadou Coulibaly
22. Niamey Soumaré Coulibaly
23. Gabriel Coulibaly
24. Youssouf Z. Coulibaly
25. Nouhoum Dabitao
26. Abdoul Karim Daou
27. Souleymane De
28. Mamadou Sory Dembele
29. Ladji Dembele
30. Fatoumata Dembele
31. Aliou Dembele
32. Souleymane Dembélé
33. Sory Kaba Diakite
34. Saran Keita Diakite
35. Amadou Diallo
36. Boubacar N Diallo
37. Hawa Macalou
38. Adama Diarra
39. Djénébou Diarra
40. Oumarou Diarra
41. Racky Talla Diarra
42. Marimanthia Diarra
43. KassoUM Moussa Diarra
44. Aminata Diarra
45. Djibril Diapra
46. Mohamed Lamine Diarra
47. Oumar Z Diarra
48. Adama Ben Diarra
49. Kadidiatou Diarra Barry
50. Mariam Diarra Savane
51. Mamadou Diarrassouba
52. Ramata Diaouré
53. Malick Diaw (président)
54. Seynabou Diawara
55. Hatouma Gakou Djikine
56. Issa Kaou Djim
57. Dina Dolo
58. Salif Doumbia
59. Sambou Diadiè Fofana
60. Amina Fatima Ibrahima Fofana
61. Aboubacar Sidick Fomba
62. Adama Fomba
63. Abdoulaye Gakou
64. Mamadou Hawa Gassama
65. Hamadoun Amion Guindo
66. Kadidatou Haidara
67. Minkoro Kane
68. Amadou Keita
69. Bilal Keita
70. Kassim Keita
71. Salif Keita
72. Moulaye Keita
73. Fatoumata Namory Keita
74. Modibo Keïta
75. Dramane Monzon Konare
76. Magma Gabriel Konaté
77. Aboubacar Sidki Kone
78. Mariam Koné
79. Dramane Alou Kone
80. Aly Kone
81. Mama Konfourou
82. Ousmane Kornio
83. Abdine Koumare
84. Hamèye Founè Mahalmadane
85. Amadou Albert Maiga
86. Moctar Mariko
87. Badra Aliou Nanacasse
88. Karamoko Niare
89. Adama Niare
90. Fousseynou Ouattara
91. Mohamed Ould Sidi Mohamed
92. Abrahamane Ould Youba
93. Moustapha Sangaré
94. Kadidia Sangaré
95. Aminata Sangaré
96. Tenin Kadidia Sanogo
97. Oumou Sanogo
98. Sitan Santara Mare
99. Nouhoum Sarr
100. Housseyni Saye
101. Boubacar Sibide
102. Mohamed Sibide
103. Hassane Sibide
104. Fatoumata Cisse Sibide
105. Fatoumata dite Tenin Simpara
106. Sidi Soumaoro
107. Boubacar Sow
108. Haoua dite Nani Sy
109. Issaka Tembely
110. Kousse Thera
111. Lassine Tounkara
112. Aliou Tounkara
113. Fatoumata Aliou Touré
114. Younoussa Touré
115. Massaran Touré
116. Hamadoun Diadiè Touré
117. Mamadou Touré
118. Hamidou Traoré
119. Habibatou Nagnouma Traore
120. Sékou Traore
121. Aicha Wafi

La mort de Marimantia Diarra est survenue le 23 juillet 2023, à Bamako, à l’âge de 75 ans. Salif Keita démissionne du CNT, le 8 août 2023.

### Nomination des membres additifs
Le Président de la Transition au Mali a nommé le 28 octobre 2022, les 26 membres additifs du Conseil national de transition (CNT) qui passe, ainsi, de 121 à 147 membres.
1. Mamari Biton Coulibaly
2. Maimouna Gadjigo
3. Mallé Aïda Koné
4. Boubacar Daffé
5. Moustafa Diakité
6. Aïssata Hamadoun Maïga
7. Benkè Kamité
8. Saloum Ould Jidahlou
9. Mountaga Diakité
10. Aïssata Amadou Bocoum
11. Fatoumata Traoré
12. Alioune Guèye
13. Bouaré Fanta Dienta
14. Maïga Sina Damba
15. Mamadou Samba Kéita
16. Salah Maïga
17. Taleb Sidi Ali
18. Konaté Zenab Guisé
19. Moise Dougnon
20. Diallo Fatoumata Sissoko
21. Boubacar H. Diallo
22. Filifing Diakité
23. Aïssata Soumeylou
24. Modibo Maïga
25. Cheikh Alwata Diarra
26. Mohamed Ould Mattali